# Douche

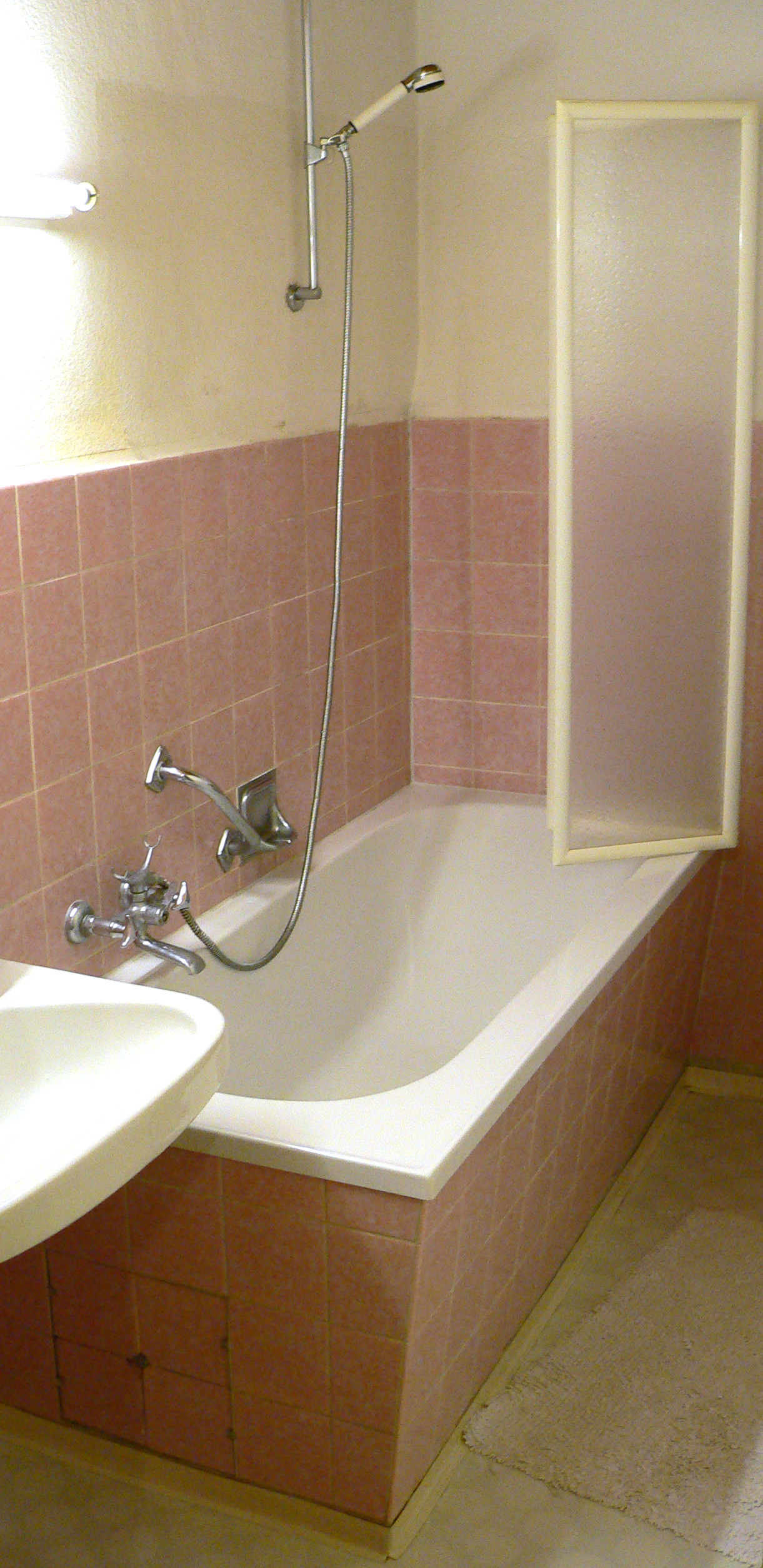
Douche aménagée dans une baignoire et équipée d'un pare-douche.

Une douche est un jet d'eau dirigé sur le corps, qui est généralement pratiquée pour des raisons de propreté, d'hygiène, de délassement, ou dans un but thérapeutique.
Par métonymie, une douche désigne l'équipement ou l'endroit aménagé pour se doucher. L'appareil qui permet de prendre des douches se compose généralement d'une pomme de douche fixée au mur ou d'une douchette mobile (également appelée « pommeau ») reliée à un robinet ou un mitigeur thermostatique qui contrôle le débit d'eau froide et d'eau chaude. Les douchettes traditionnelles ont un débit moyen compris entre douze et quarante litres par minute. De nouvelles douchettes économiques, fonctionnant par effet venturi (mélange air/eau), permettent d'obtenir une pression équivalente, mais en n'utilisant que cinq à sept litres d'eau par minute.
Des cabines de douche prêtes à poser sont vendues dans le commerce pour être installées dans une salle de bains, une chambre ou des combles. Certains modèles disposent de fonctions complémentaires (hydromassage, bain de vapeur, etc.).

## Origines

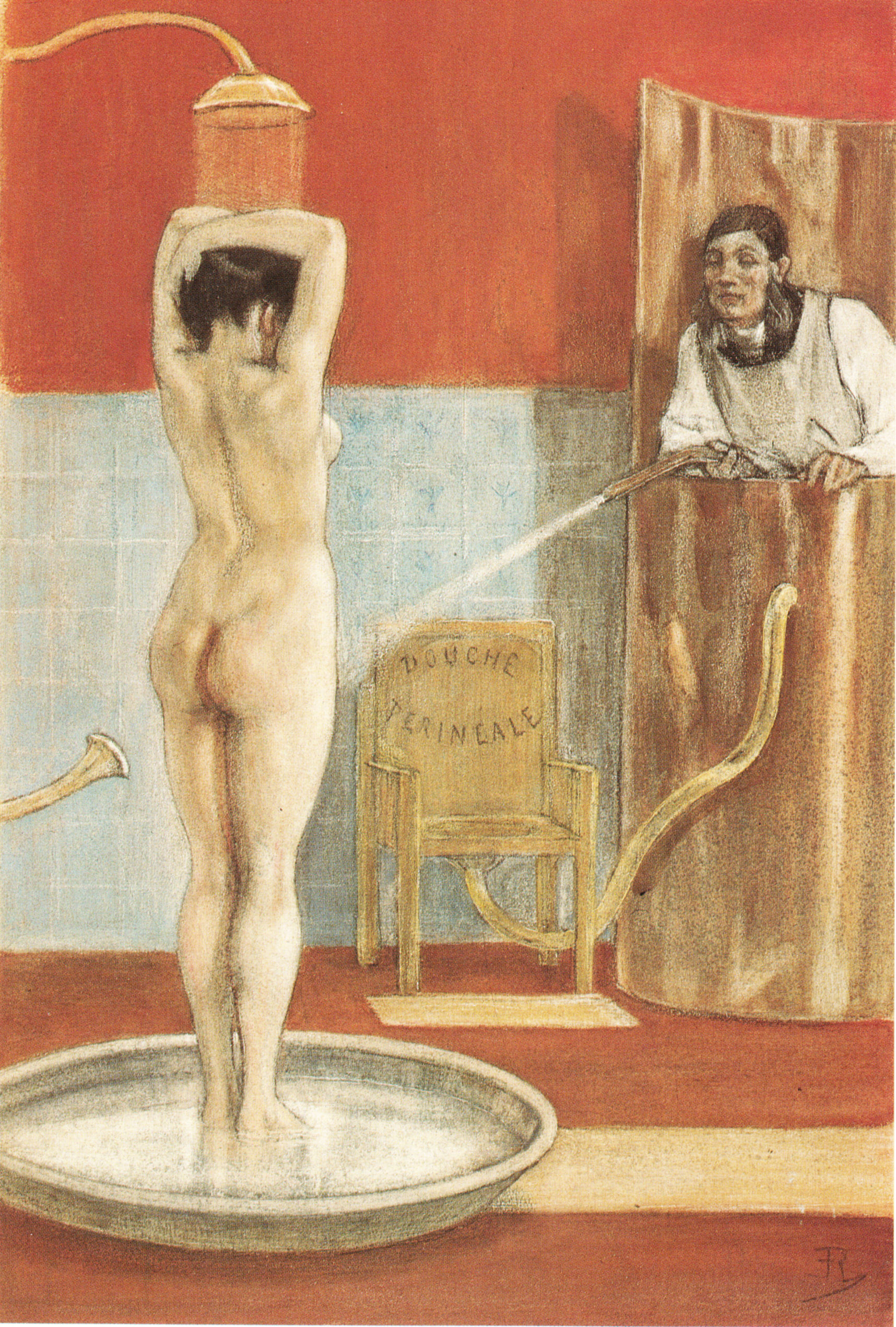
Félicien Rops, La Douche (entre 1878 et 1881).

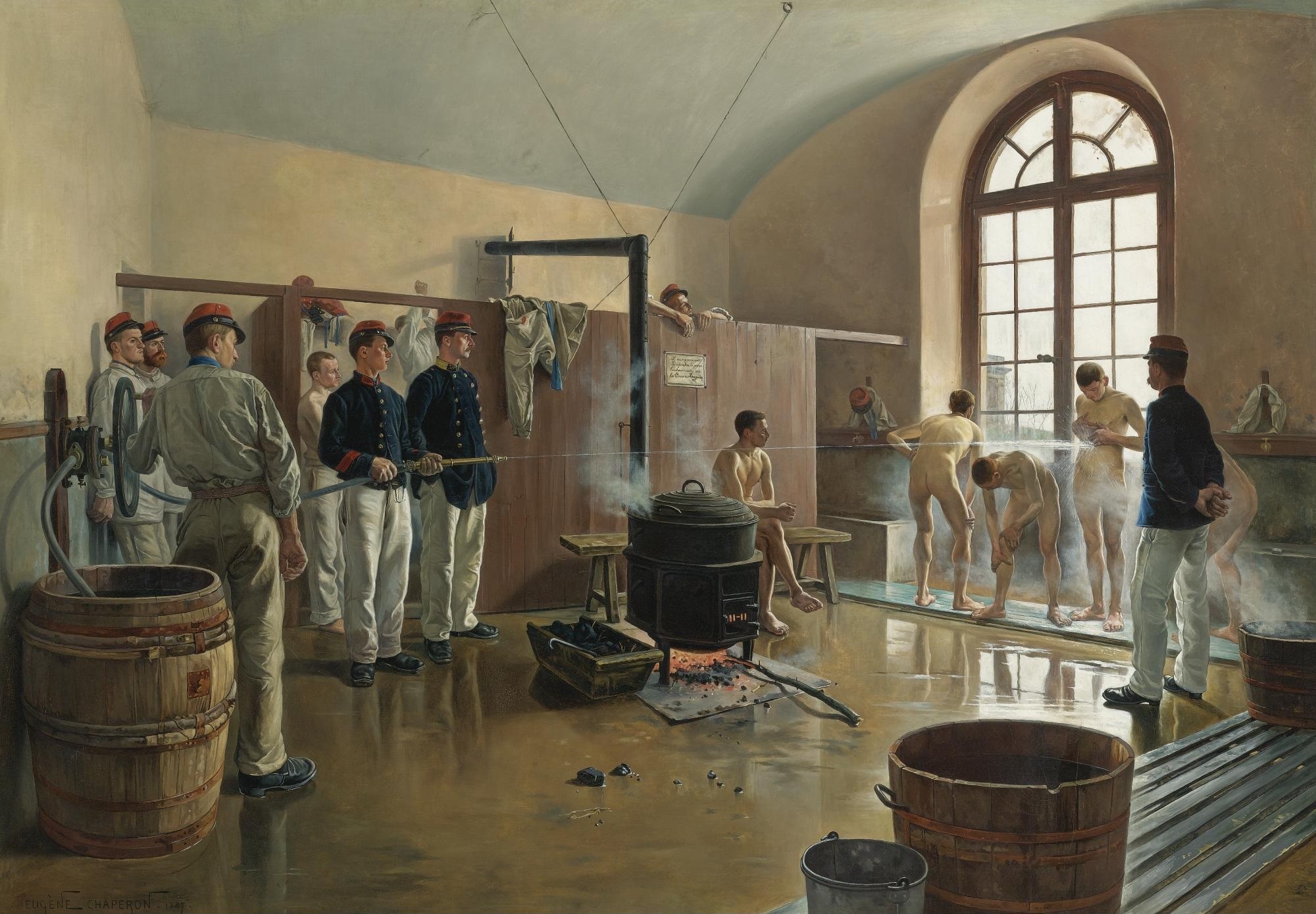
Eugène Chaperon, La Douche au régiment (1887).

Des peintures et fresques murales égyptiennes et grecques attestent de l'origine antique de la pratique de la douche qui existe probablement depuis que l'homme est capable de stocker et de verser de l'eau. À Delphes, au Ve siècle av. J.-C., les gymnastes prenaient des douches d'eau froide versées par des bouches d'animaux sculptés.
En France, la pratique de la douche en médecine a été introduite par Jean Pidoux, médecin à la Cour du roi sous Henri III. Son ouvrage La Vertu et Usage des fontaines de Pougues et administration de la douche publié en 1597 fournit les règles qui doivent être observées pour prendre des douches, dont il décrit les différentes formes. Ses recommandations se heurtèrent rapidement à la méfiance du corps médical à l'égard de l'eau, considérée comme facteur de propagation des maladies. Il faudra attendre la fin du XVIIIe siècle et les développements de l'hygiénisme pour que le recours aux bains soit considéré comme une pratique nécessaire.
Sous l'impulsion des autorités politiques, les établissements de bains publics se développent à partir du XIXe siècle. La douche fait son apparition vers 1872, à la suite de l'initiative du docteur Merry Delabost, médecin-chef français de la prison de Bonne-Nouvelle, à Rouen,. Il a l'idée, pour améliorer l'hygiène des détenus, de remplacer le bain en baignoire, trop long et trop cher, par un système de douche collective avec des jets d'eau chaude individuels. Dans le Bulletin de la Société générale des prisons, Merry Delabost explique : « Il ne s’agit point de procurer aux prisonniers une satisfaction de bien-être. La santé du détenu permet d’exiger de lui un travail dont le produit diminue d’autant les frais de l’emprisonnement. »
Le système de François Merry Delabost est alors adapté par d'autres administrations avant de parvenir au grand public sous la forme d'établissements de bains-douches, dont le premier voit le jour à Vienne, en Autriche, en 1887. En France, des établissements publics de bains-douches sont créés par Charles Cazalet à Bordeaux en 1893 puis à Paris en 1899. Un établissement de bains publics est alors en mesure de proposer un éventail élargi d'applications de l'eau chaude ou de l'eau froide sous forme de douches : douche en pluie, simple, douche écossaise, douche alternative, douche en colonne, douche en lames concentriques, douche en nappe, douche en cloche, douche en cercles ou en poussière, douche mobile ainsi que diverses formes de douches locales : douche hépatique, splénique, épigastrique, etc.
La généralisation des réseaux et canalisations d'eau potable, suivie du perfectionnement des systèmes de chauffe, à partir du début du XIXe siècle, principalement à partir du milieu du XXe siècle, fait entrer les installations de douche dans toutes les maisons et appartements.

## Pratique de la douche

### Généralités

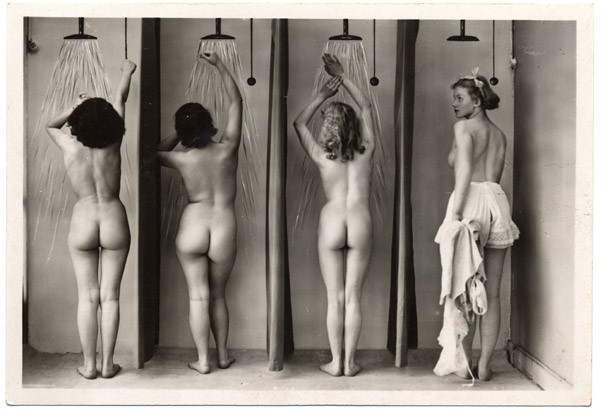
Nu à la douche, anonyme.

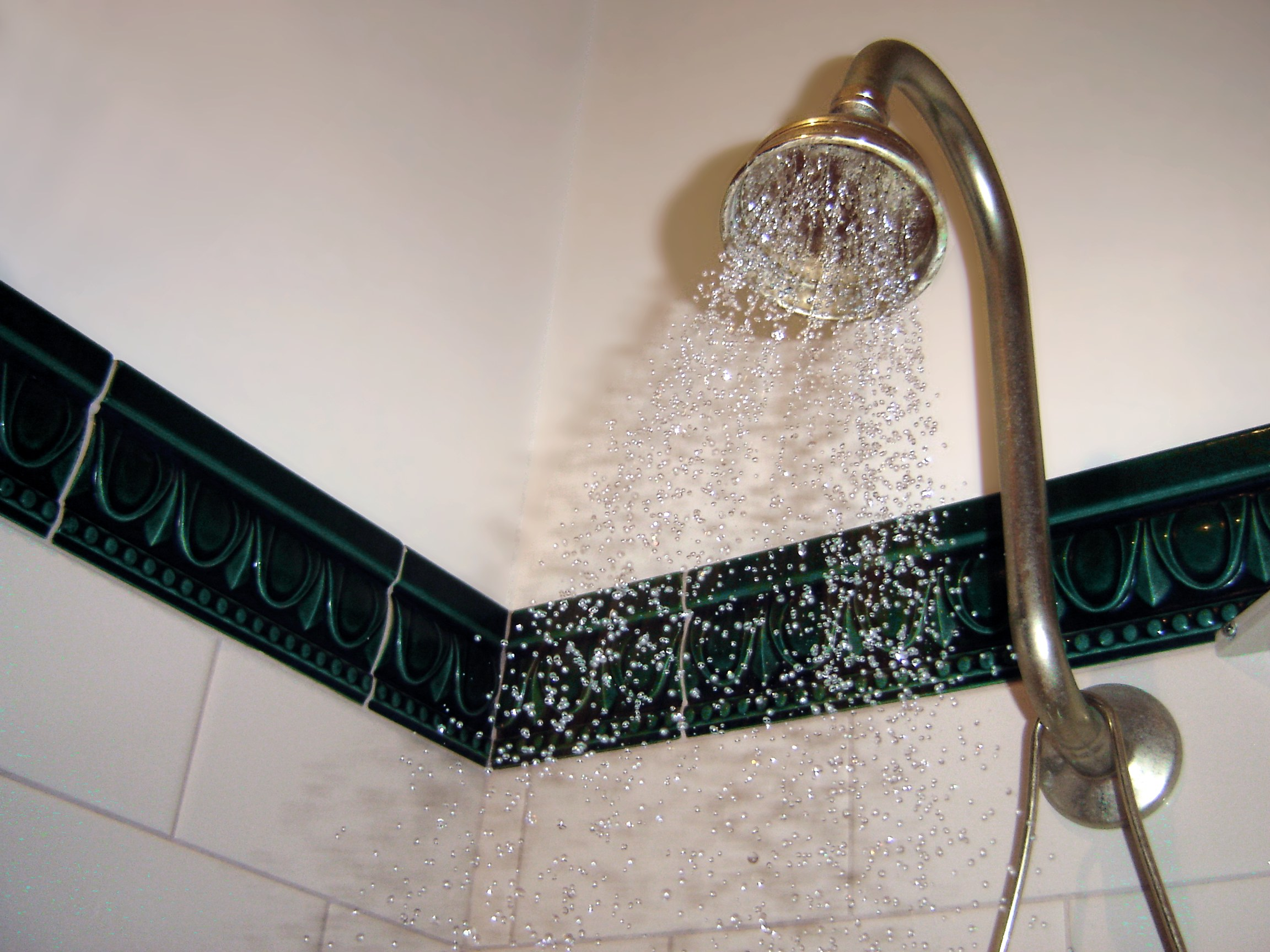
Une pomme de douche projetant de l'eau.

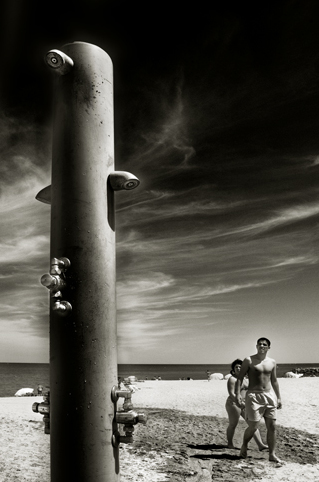
Douche de plage.

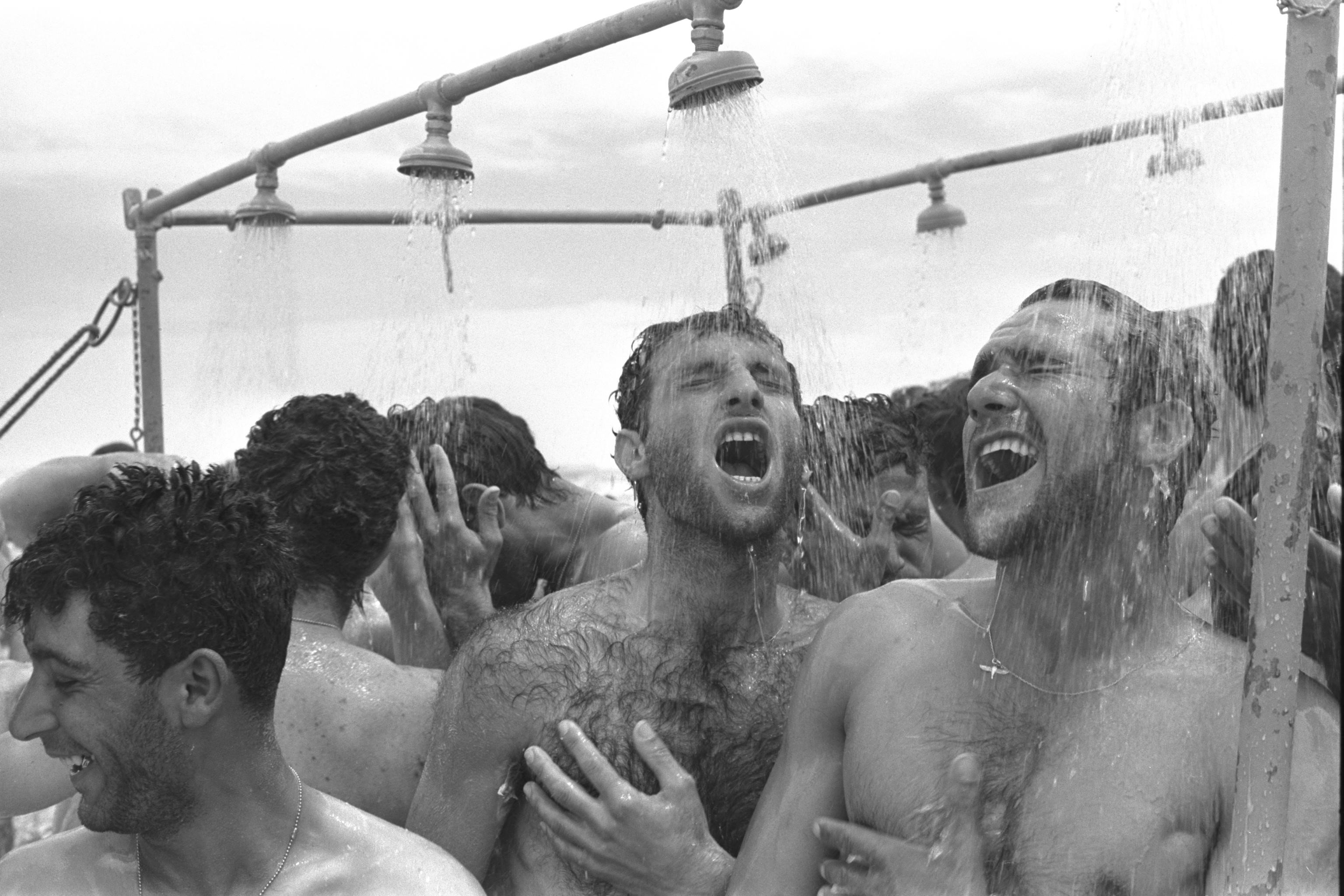
Soldats israéliens prenant une douche peu avant la guerre des Six Jours (juin 1967).

Dans le contexte domestique, la douche se prend en général dans une cabine de douche spécialement conçue à cet effet, équipée aussi pour soigner par action massante et éventuellement aromathérapique. Il est également possible de se doucher dans une baignoire ou directement sur le sol, lequel doit être en pente convergente vers une bonde, avec ou sans enfoncement spécialement aménagé (douche à l'italienne). Une douche peut être occultée par un rideau de douche. Des douches publiques collectives existent également, notamment dans les campings, les salles de sport, partout où se pratique la baignade, ainsi que dans les prisons.

### But de la douche
La pratique de la douche a généralement un but hygiénique et s'accompagne alors de l'emploi de produits lavants et de soins tels que le shampooing ou le savon. Lorsque prise chaude, particulièrement avec une pomme de douche ou douchette avec hydromassage, elle peut servir pour se détendre les muscles pour un moment de relaxation. La douche, à l'eau tiède ou froide, peut également servir à se rafraîchir par forte chaleur ou après un effort physique. La douche froide, désagréable lorsqu'elle est imposée, mais sans danger, a parfois été utilisée comme punition ou comme plaisanterie dans un contexte de camaraderie. En outre, la douche fait partie des soins en psychiatrie, ainsi qu'en thermalisme. Enfin, cette pratique pourrait libérer la créativité de l'esprit : l'« effet douche » (impact positif d'activités modérément stimulantes, comme la douche ou la marche, sur la créativité) liée à l’errance mentale (en) fait l'objet d'une étude en 2022,.

### Environnement

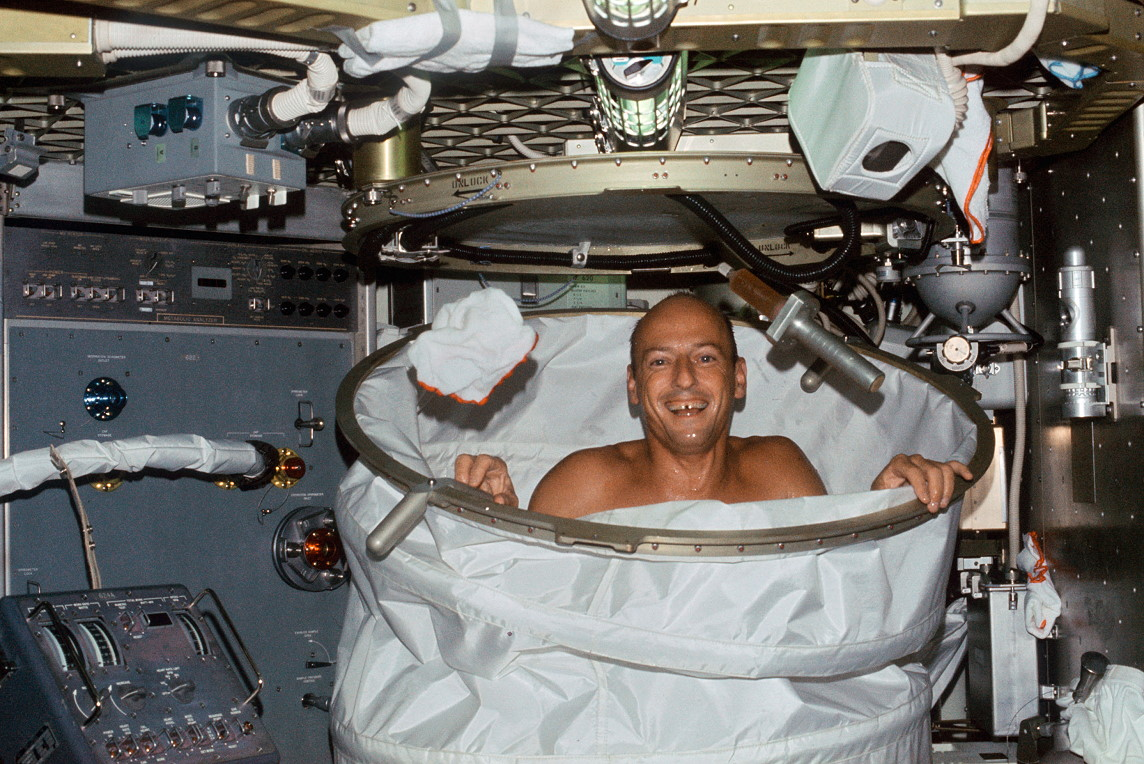
Dispositif de douche dans l'espace : l'astronaute Pete Conrad dans Skylab.

Une douche de cinq minutes prise avec un pommeau classique (de 10 à 12 L/min,,) consomme  donc 60 litres d'eau tandis qu'un bain requiert de 100 à 150 litres d'eau (à condition toutefois de remplir la baignoire à ras bord). Pour se laver en économisant l'eau, la douche rapide est donc préférable au bain, à moins que celui-ci ne serve à plusieurs personnes, par exemple pour de jeunes enfants, mais ceci n'est pas hygiénique car il expose l'intégralité de tous les corps à une eau déjà souillée par des zones corporelles qui peuvent ne pas être saines. L'efficacité énergétique d'une douche peut également être accentuée par l'utilisation de pommeaux plus économes (dont le débit peut atteindre 5 l/min). On peut cependant noter qu'au-delà d'une dizaine de minutes, le bain est plus économique que la douche, et que le bain peut être vécu comme un moment de détente, surtout s'il est agrémenté d'accessoires (baignoires à remous, bains moussants).
Dans les années 2010, de nouveaux systèmes plus économiques apparaissent, par exemple un pommeau qui permettrait d'économiser 70 % de l'eau utilisée habituellement, ou un système permettant de n'utiliser que 10 litres d'eau en circuit fermé et en temps réel, dans lequel l'eau est filtrée et passe sous une lampe à rayons ultraviolets afin d'éliminer les bactéries.

## Culture

### Cinéma
- Psychose, d'Alfred Hitchcock, 1960, met en scène une femme poignardée à travers un rideau de douche. Cette scène est l'une des plus connues du cinéma américain.
- Le Corniaud, de Gérard Oury, 1965, met en scène dans la douche d'un camping, Léopold Saroyan (Louis de Funès) perturbé par la musculature d'un homme (Robert Duranton) et la manière dont il le regarde.
- Carrie au bal du diable, de Brian De Palma, 1976. Alors que Carrie White est la dernière à se doucher au collège après le sport, elle se met à saigner, sans comprendre qu'elle a ses règles pour la première fois. Paniquée, elle demande de l'aide à ses camarades, qui à la place de l'aider, se moquent d'elle, faisant basculer ensuite Carrie dans la vengeance avec des pouvoirs paranormaux.
- Douches froides, d'Antony Cordier, 2005.

### Expressions
- « La douche écossaise » (à ne pas confondre avec le type de douche associé, la douche écossaise) : situation où l'on passe d'un extrême à l'autre (comme une douche prise alternativement chaude et froide).
- « Prendre une douche froide » : subir une déconvenue brutale et imprévisible[21].
- « Se faire doucher », « prendre une douche » peut faire référence à un passage sous une pluie violente.